# Gabalong
Gabalong ist ein kleiner Ort in der Wheatbelt Region im australischen Bundesstaat Western Australia.

## Geografie
Gabalong grenzt im Norden an Bindi Bindi, im Osten an Lake Hinds, im Süden an Piawanning und im Western an Walebing. In Gabalong liegt ein kleiner See.